# Без лоши чувства
„Без лоши чувства“ (на английски: No Hard Feelings) е американска секс комедия от 2023 г. на режисьора Джин Ступницки, който е съсценарист с Джон Филипс. Във филма участват Дженифър Лорънс, Андрю Барт Фелдман, Матю Бродерик, Лора Бенанти, Натали Моралес, Скот Маккартър и Ебон Мос-Бакрак. Премиерата на филма е на 23 юни 2023 г. от „Сони Пикчърс Релийзинг“.

## Актьорски състав
- Дженифър Лорънс – Мади[1]
- Андрю Барт Фелдман – Пърси[1]
- Матю Бродерик – баща на Пърси[1]
- Лора Бенанти – майка на Пърси[1]
- Натали Моралес – приятелка на Мади[1]
- Скот Маккартър – приятел на Мади[1]
- Ебон Мос-Бакрак – Гари[1]
- Хасан Минхадж[2]
- Кайл Муни[2]